# Сунжа (приток Волги)
Сунжа — река в Вичугском районе Ивановской области России, правый приток Волги.
Длина — 45 км, площадь водосборного бассейна — 507 км². Исток — северо-западнее деревни Гайдарово Большое, впадает в Горьковское водохранилище на Волге в 2464 км от её устья. На реке — посёлки городского типа Новописцово и Каменка.

## Данные водного реестра
По данным государственного водного реестра России относится к Верхневолжскому бассейновому округу, водохозяйственный участок реки — Волга от города Кострома до Горьковского гидроузла (Горьковское водохранилище), без реки Унжа, речной подбассейн реки — Волга ниже Рыбинского водохранилища до впадения Оки. Речной бассейн реки — (Верхняя) Волга до Куйбышевского водохранилища (без бассейна Оки).
Код объекта в государственном водном реестре — 08010300412110000013476.

### Притоки (км от устья)
- 4 км: река Шохна (лв)
- 13 км: река Жаровка (пр)
- 24 км: река Вичужанка (лв)
- 27 км: река Пезуха (лв)